# Juana Maria
Juana Maria, née en 1811 et morte le 18 octobre 1853, mieux connue comme « la femme seule de San Nicolas », était une amérindienne, dernière survivante de sa tribu, les Nicoleño. Juana Maria est le nom de baptême qui lui fut donné peu avant sa mort ; son nom amérindien est inconnu.

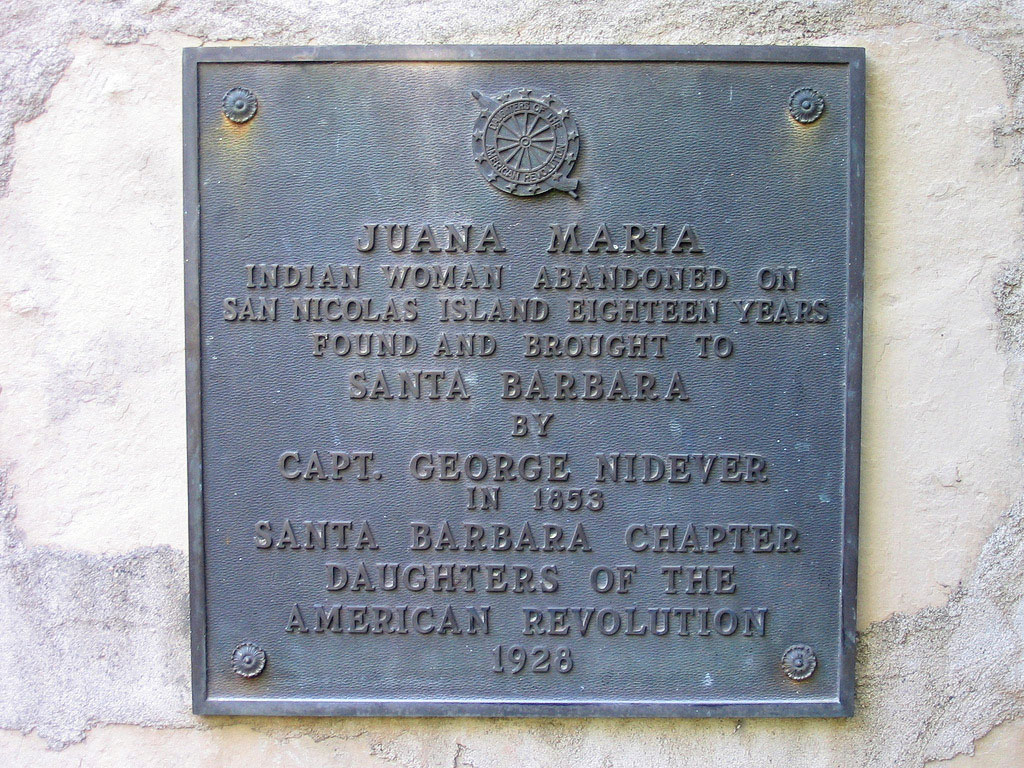
Plaque commémorative sur Juana Maria au cimetière de la mission Santa Barbara.

Elle vécut dans un isolement total sur l'île San Nicolas, dans les Channel Islands de l'actuelle Californie de 1835 jusqu'à sa découverte en 1853. Elle fut « secourue » par la mission Santa Barbara mais mourut peu après son retour à la civilisation.
Le roman pour enfants L'Île des dauphins bleus de Scott O'Dell est inspiré par son histoire, de même que le roman L’allégresse de la femme solitaire d’Irène Frain.

## Biographie
Les Channel Islands de Californie sont longtemps restées inhabitées, colonisés par les Amérindiens il y a environ 10 000 ans,. À l'époque des premiers contacts avec les Européens, deux groupes ethniques distincts occupent l'archipel : les Chumash qui vivent dans le nord des îles et les Tongvas dans le sud (la tribu de Juana Maria, les Nicoleño sont des Tongvas). Vers 1540, le conquistador portugais João Rodrigues Cabrilho explore la côté californienne, la réclamant pour le compte de l'Espagne.

### Arrivée des premiers trappeurs
En 1814, une partie des Amérindiens d'Alaska travaillant pour la Compagnie russe d'Amérique massacrent la plupart des insulaires après les avoir accusés d'avoir tué l'un des leurs.